# غوسبورت
جوسبورت مدينة ( 69664 نسمة، 1981 ) ، بكونتية هامبشير جنوب إنجلترا ، كانت ميناء محصن علي مرفأ بورتسموث ، ومركز لبناء السفن واليخوت وبها عدة صناعات خفيفة .

## المناخ
يظهر الجدول التالي التغييرات المناخية على مدار السنة لغوسبورت:
| البيانات المناخية لـغوسبورت       | البيانات المناخية لـغوسبورت | البيانات المناخية لـغوسبورت | البيانات المناخية لـغوسبورت | البيانات المناخية لـغوسبورت | البيانات المناخية لـغوسبورت | البيانات المناخية لـغوسبورت | البيانات المناخية لـغوسبورت | البيانات المناخية لـغوسبورت | البيانات المناخية لـغوسبورت | البيانات المناخية لـغوسبورت | البيانات المناخية لـغوسبورت | البيانات المناخية لـغوسبورت | البيانات المناخية لـغوسبورت |
| الشهر                             | يناير                       | فبراير                      | مارس                        | أبريل                       | مايو                        | يونيو                       | يوليو                       | أغسطس                       | سبتمبر                      | أكتوبر                      | نوفمبر                      | ديسمبر                      | المعدل السنوي               |
| --------------------------------- | --------------------------- | --------------------------- | --------------------------- | --------------------------- | --------------------------- | --------------------------- | --------------------------- | --------------------------- | --------------------------- | --------------------------- | --------------------------- | --------------------------- | --------------------------- |
| متوسط درجة الحرارة الكبرى °م (°ف) | 8.2 (46.8)                  | 8.2 (46.8)                  | 10.5 (50.9)                 | 13.2 (55.8)                 | 16.7 (62.1)                 | 19.2 (66.6)                 | 21.4 (70.5)                 | 21.4 (70.5)                 | 19.0 (66.2)                 | 15.5 (59.9)                 | 11.5 (52.7)                 | 8.7 (47.7)                  | 14.5 (58.0)                 |
| متوسط درجة الحرارة الصغرى °م (°ف) | 3.4 (38.1)                  | 2.8 (37.0)                  | 4.5 (40.1)                  | 6.1 (43.0)                  | 9.2 (48.6)                  | 12.1 (53.8)                 | 14.2 (57.6)                 | 14.3 (57.7)                 | 12.2 (54.0)                 | 9.6 (49.3)                  | 6.2 (43.2)                  | 3.8 (38.8)                  | 8.2 (46.8)                  |
| الهطول مم (إنش)                   | 68.8 (2.71)                 | 49.3 (1.94)                 | 51.6 (2.03)                 | 42.4 (1.67)                 | 43.4 (1.71)                 | 42.0 (1.65)                 | 44.5 (1.75)                 | 50.0 (1.97)                 | 53.7 (2.11)                 | 86.2 (3.39)                 | 83.2 (3.28)                 | 83.9 (3.30)                 | 699 (27.51)                 |
| المصدر: UK Met Office             |                             |                             |                             |                             |                             |                             |                             |                             |                             |                             |                             |                             |                             |

## معرض صور

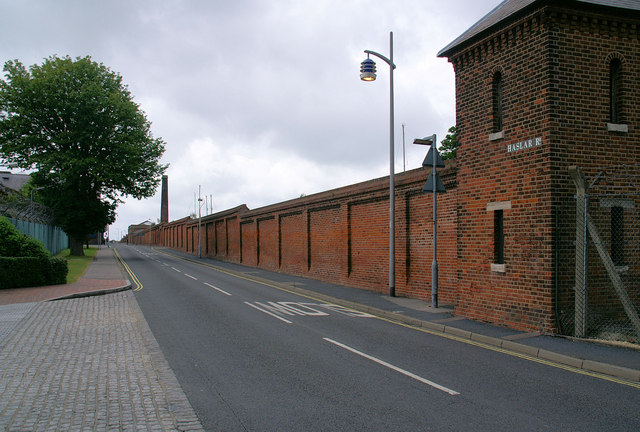
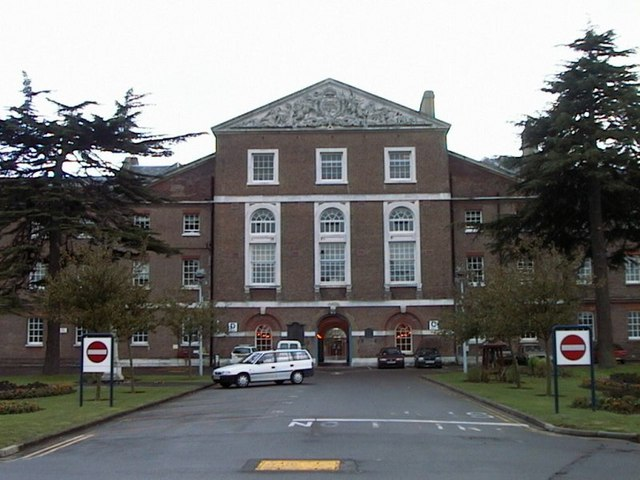
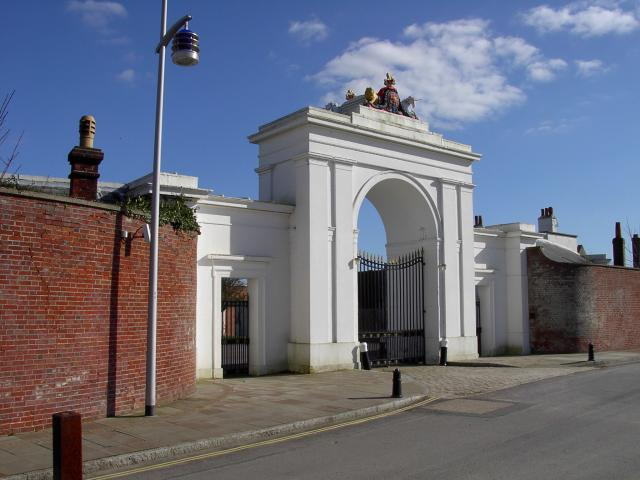
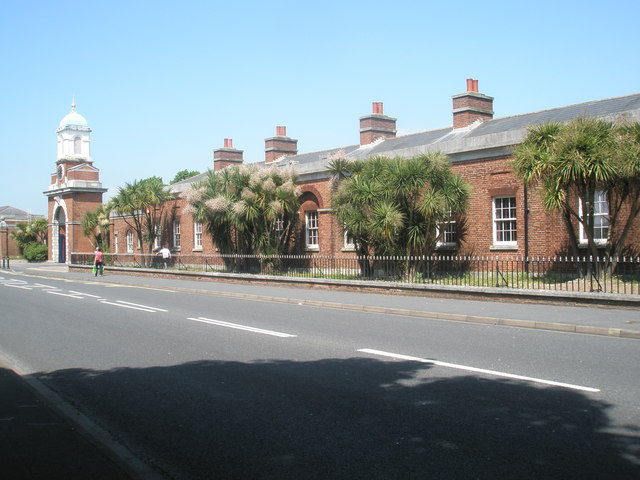

## توأمة
لغوسبورت اتفاقيات توأمة مع:
- رويان

## أعلام
- مات ريتشي
- آرثر آدامز
- جيمس لند
- توني بارسونز
- بول جونز
- ريتشارد داوسون